# هالمستاد
هالمستاد (به سوئدی: Halmstad) ['ha(l)msta] شهری بندری در دهانه رودخانه نیسان در استان هاللاند در ساحل غربی کشور سوئد است. این شهر مرکز شهرستان هاللند و پذیرای شهرداری هالمستاد است. دانشگاه هالمستاد هم در همین شهر قرار گرفته است. مطابق سرشماری سال ۲۰۱۹، جمعیت این شهر بالغ بر بر ۷۰ هزر نفر بوده است. شهر هالمستاد یک شهر قرن نوزدهمی محسوب می‌شود که جایی میان گوتنبرگ و مالمو واقع شده است.

## نگارخانه

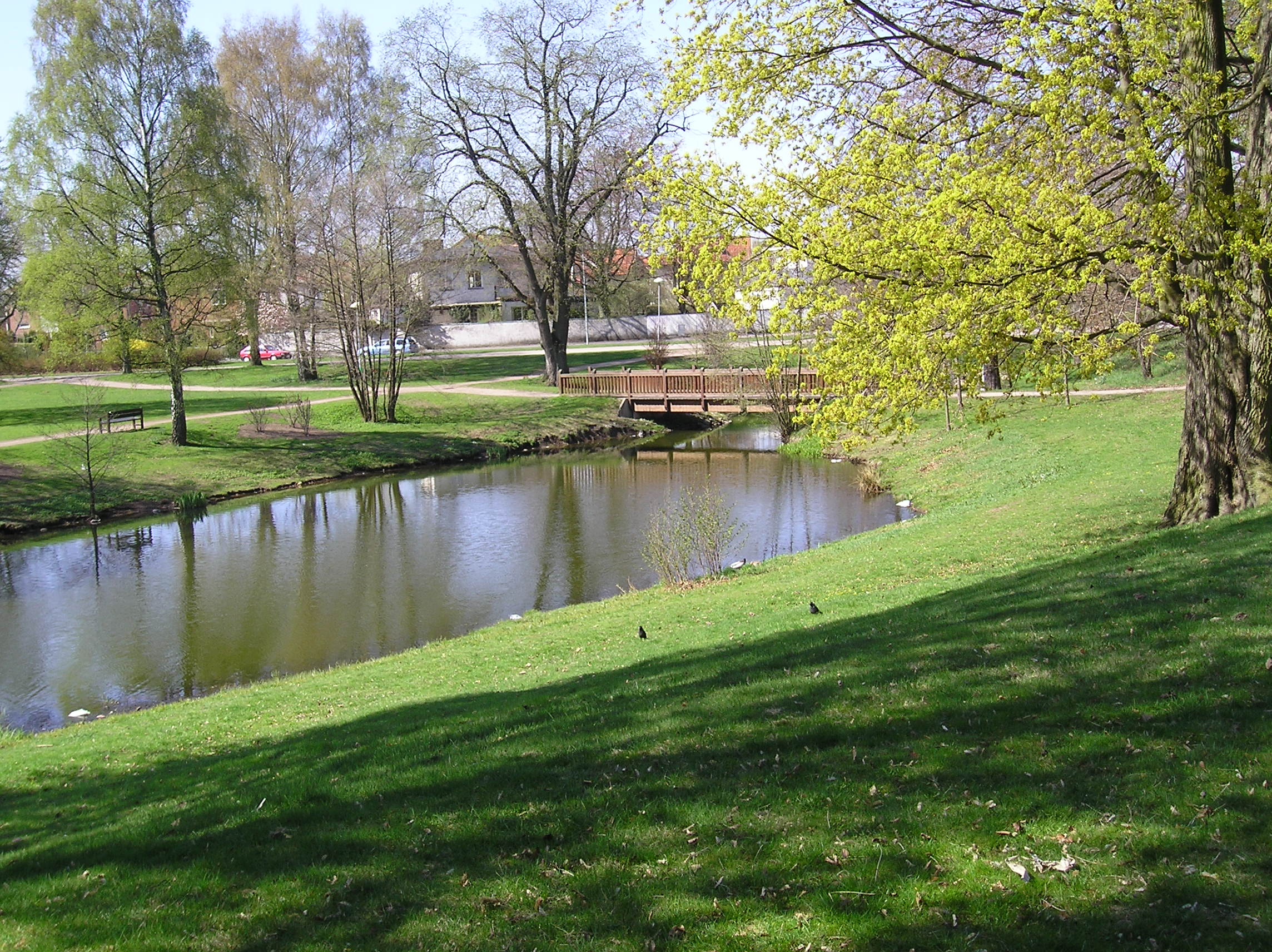
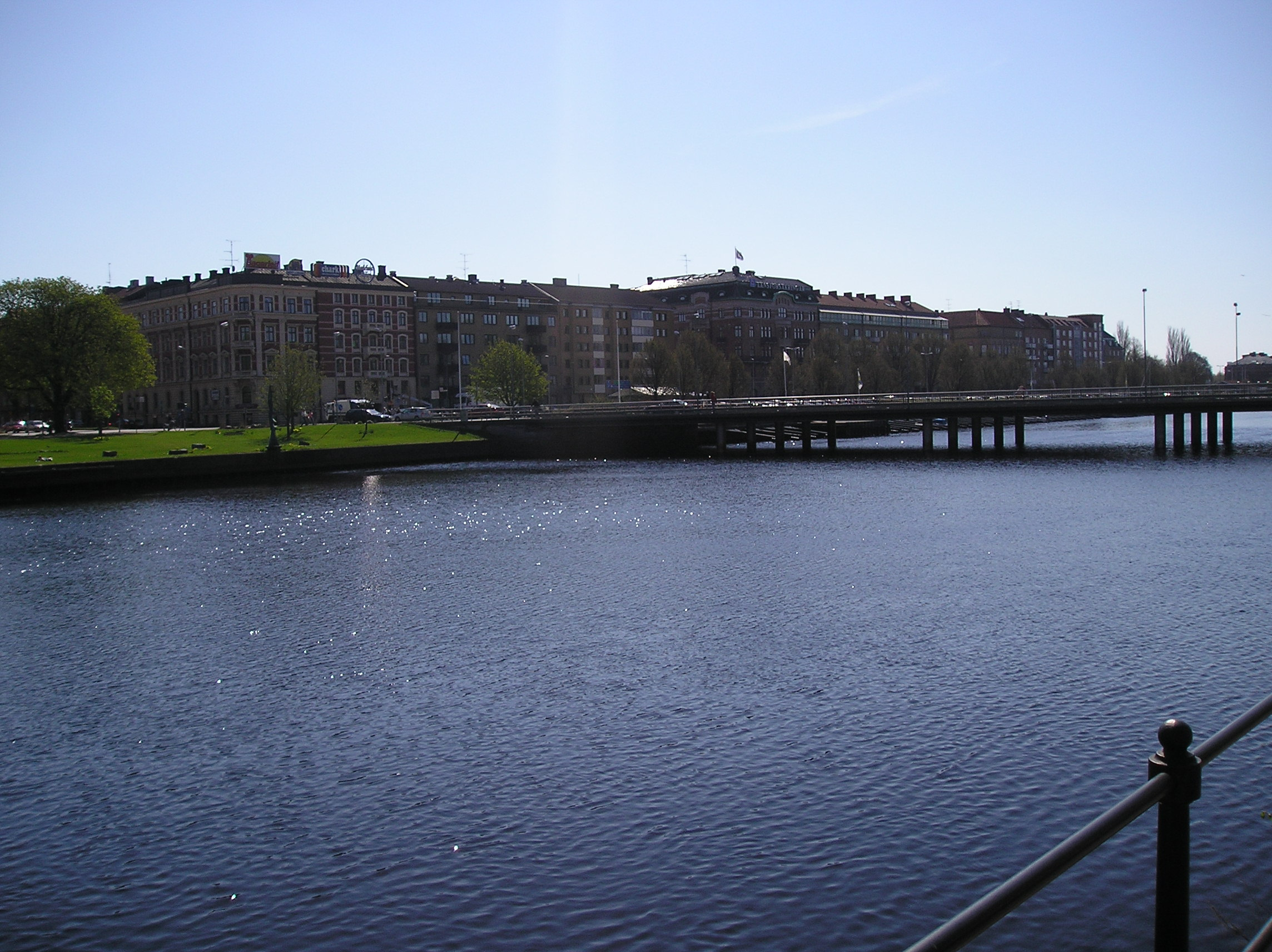
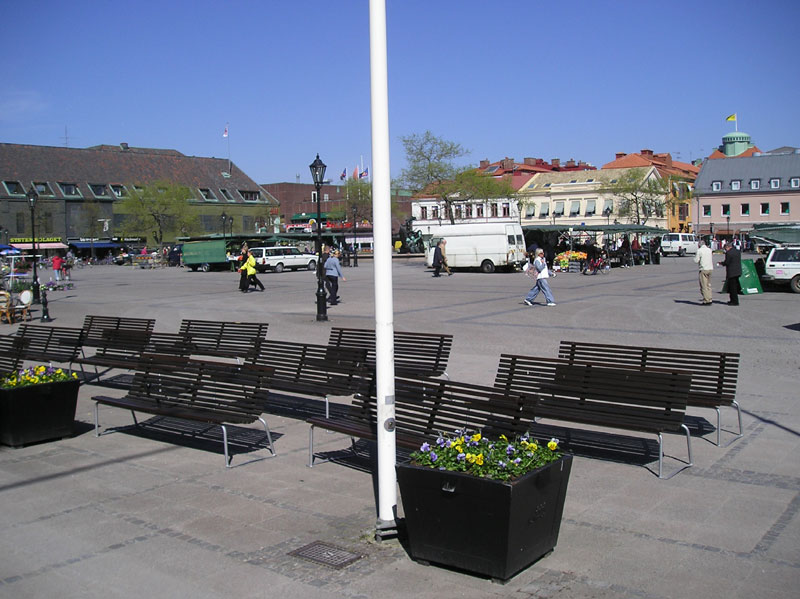
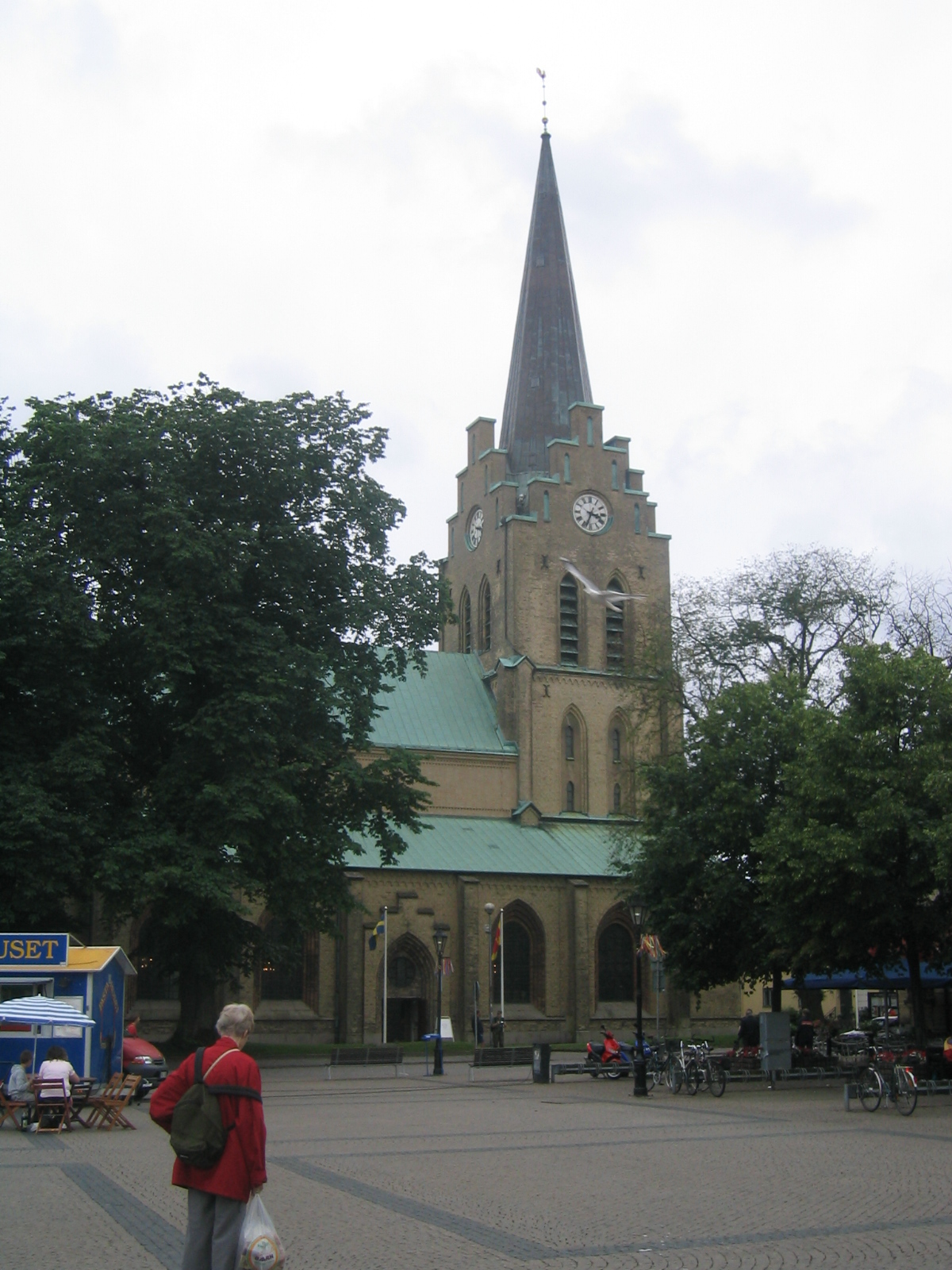
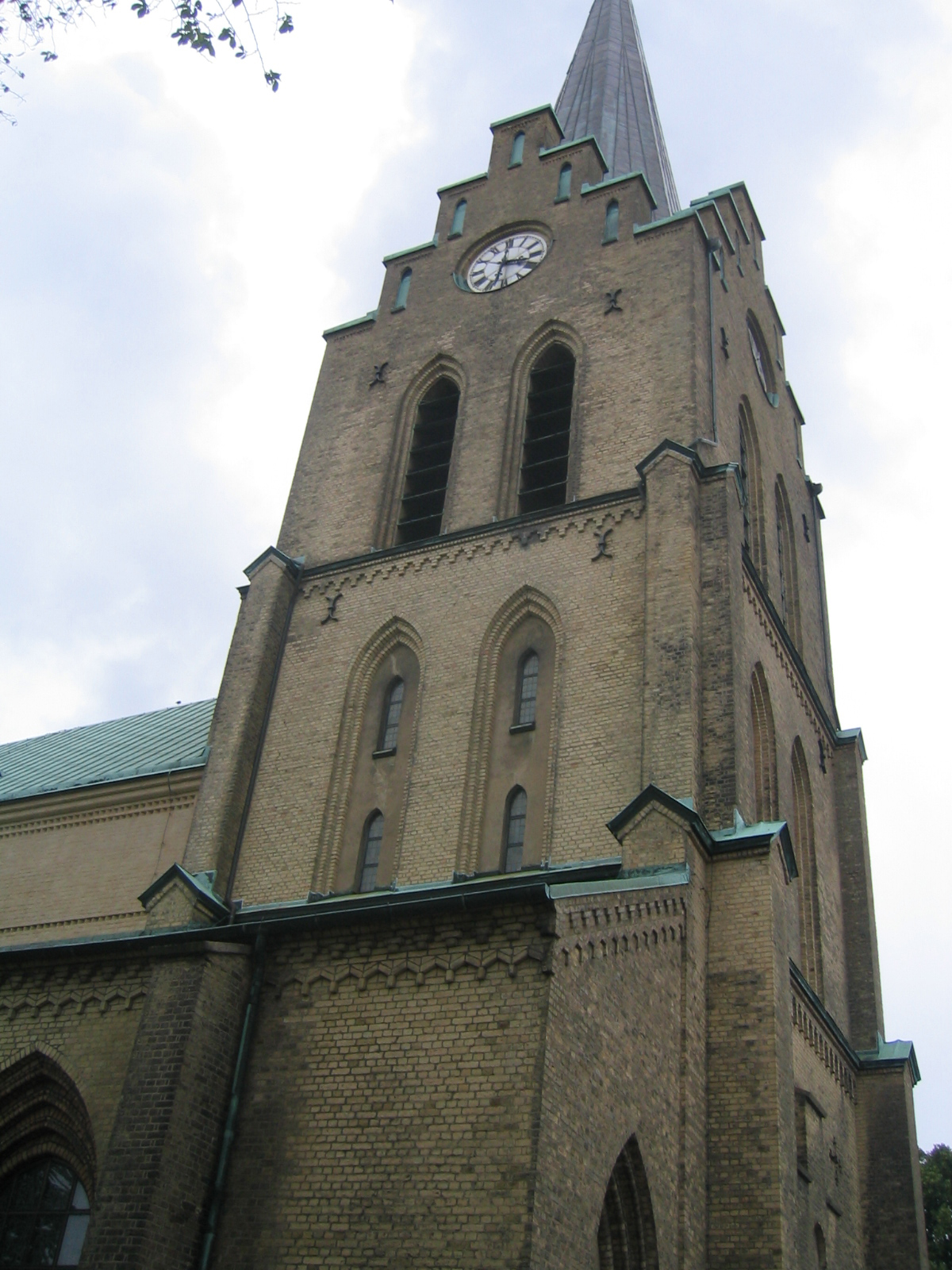
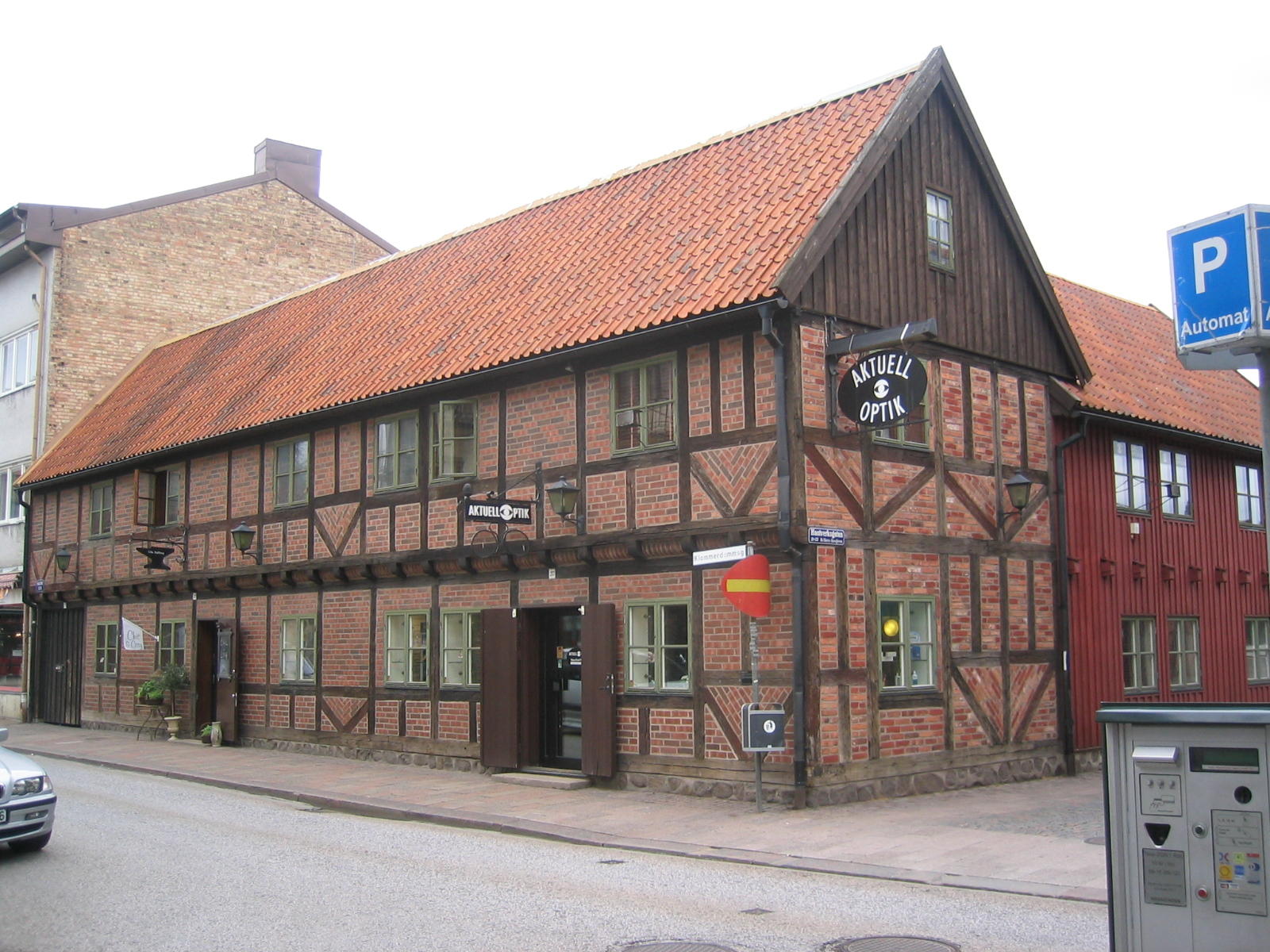
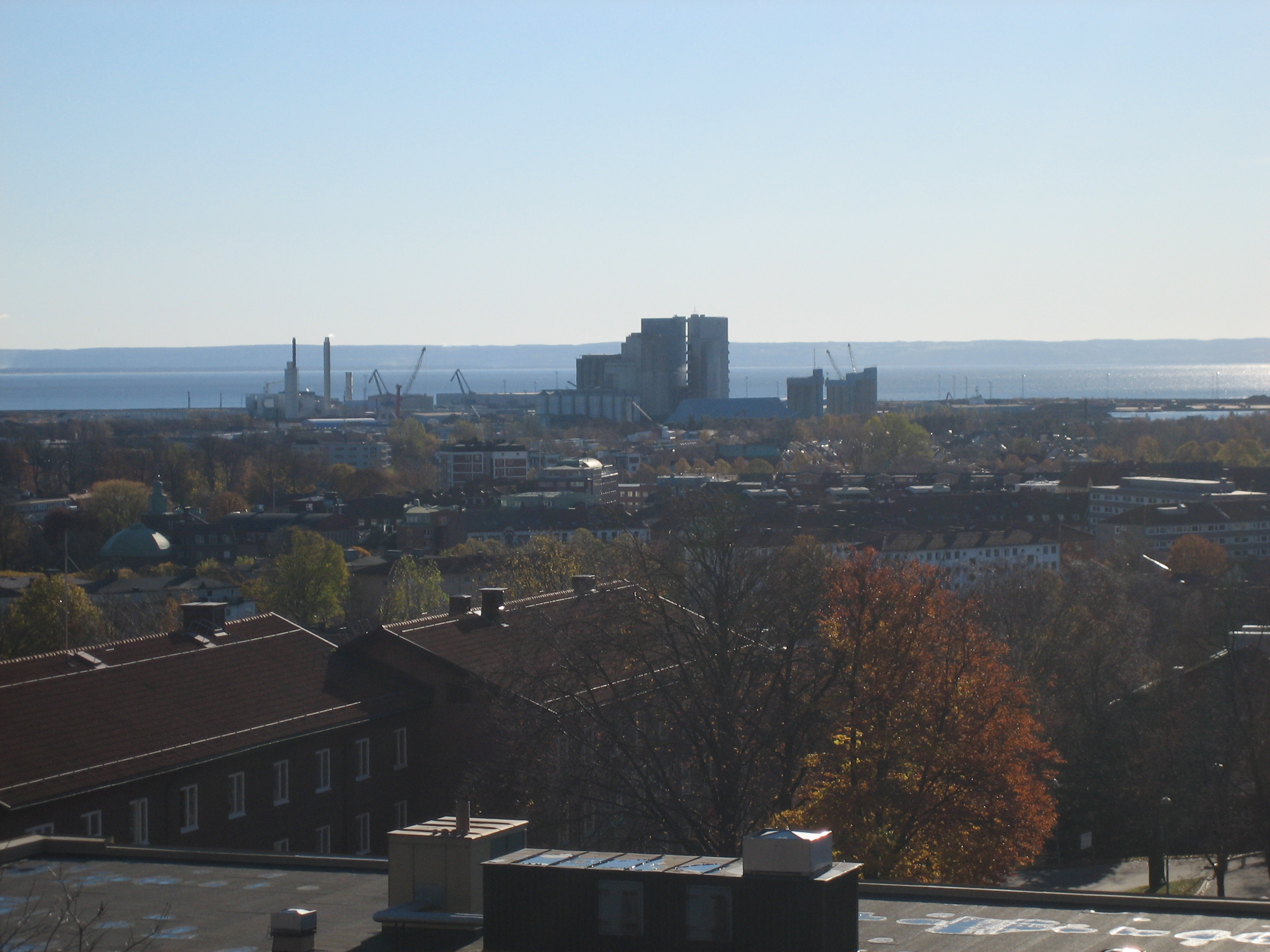
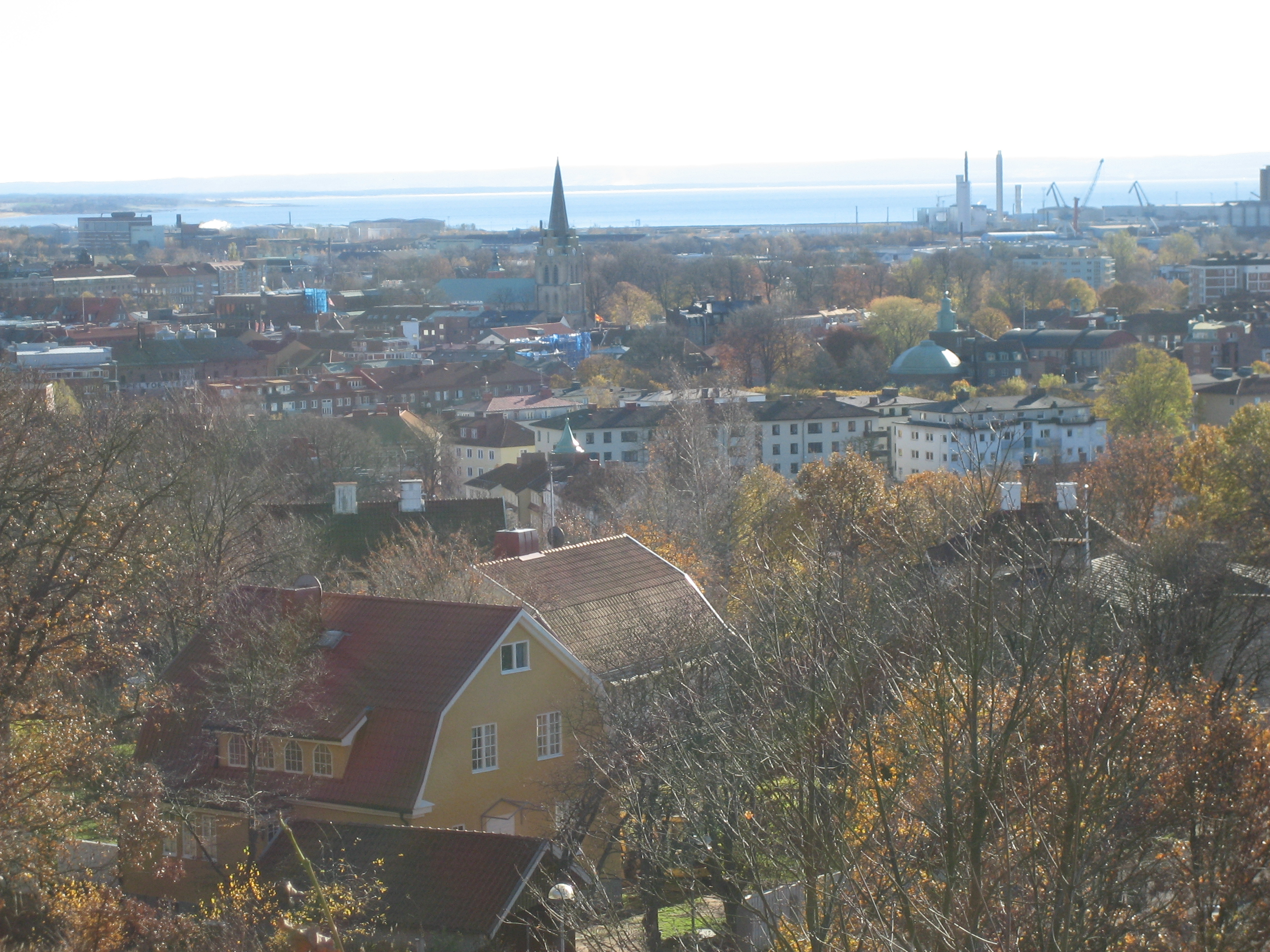
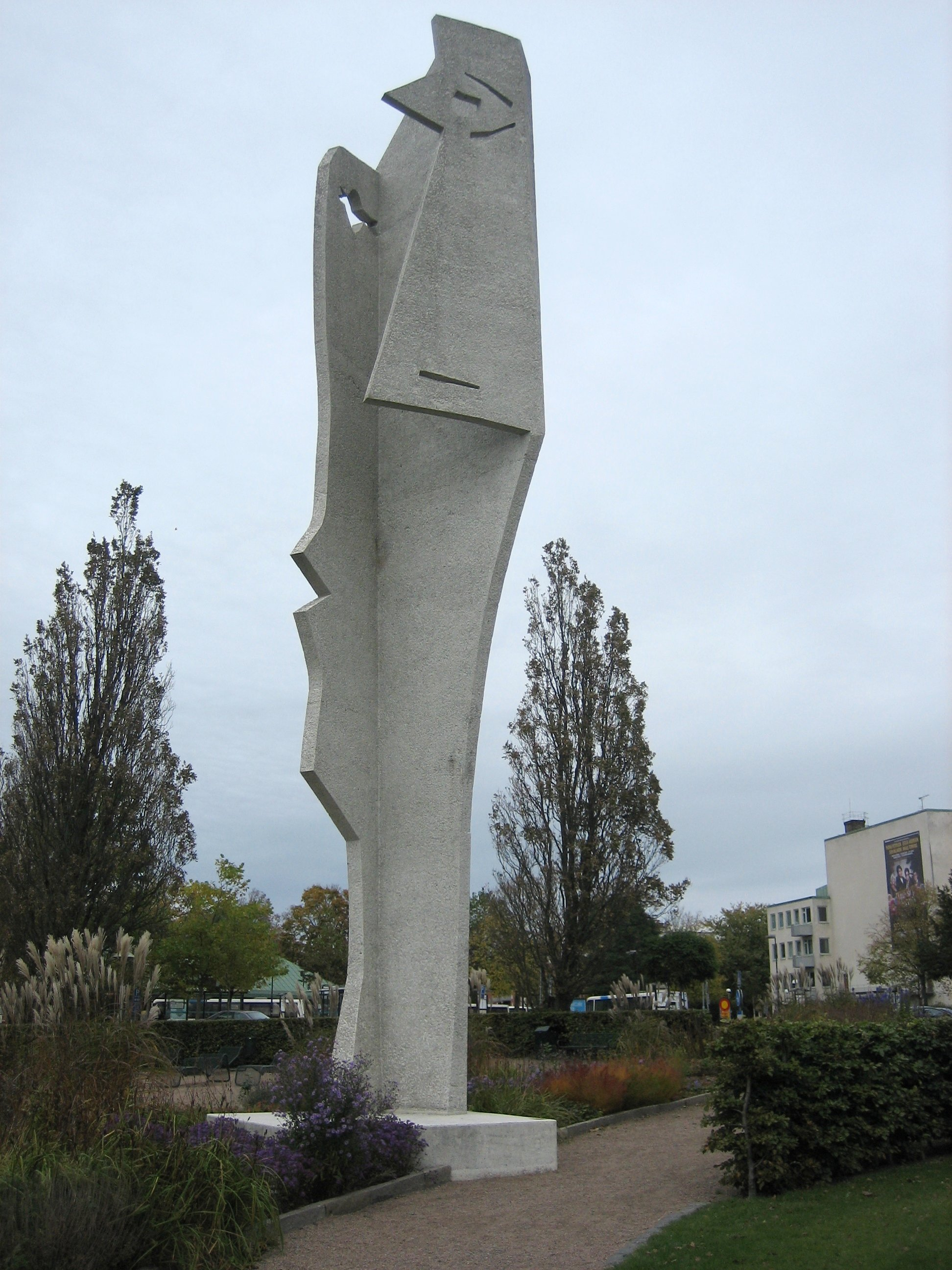
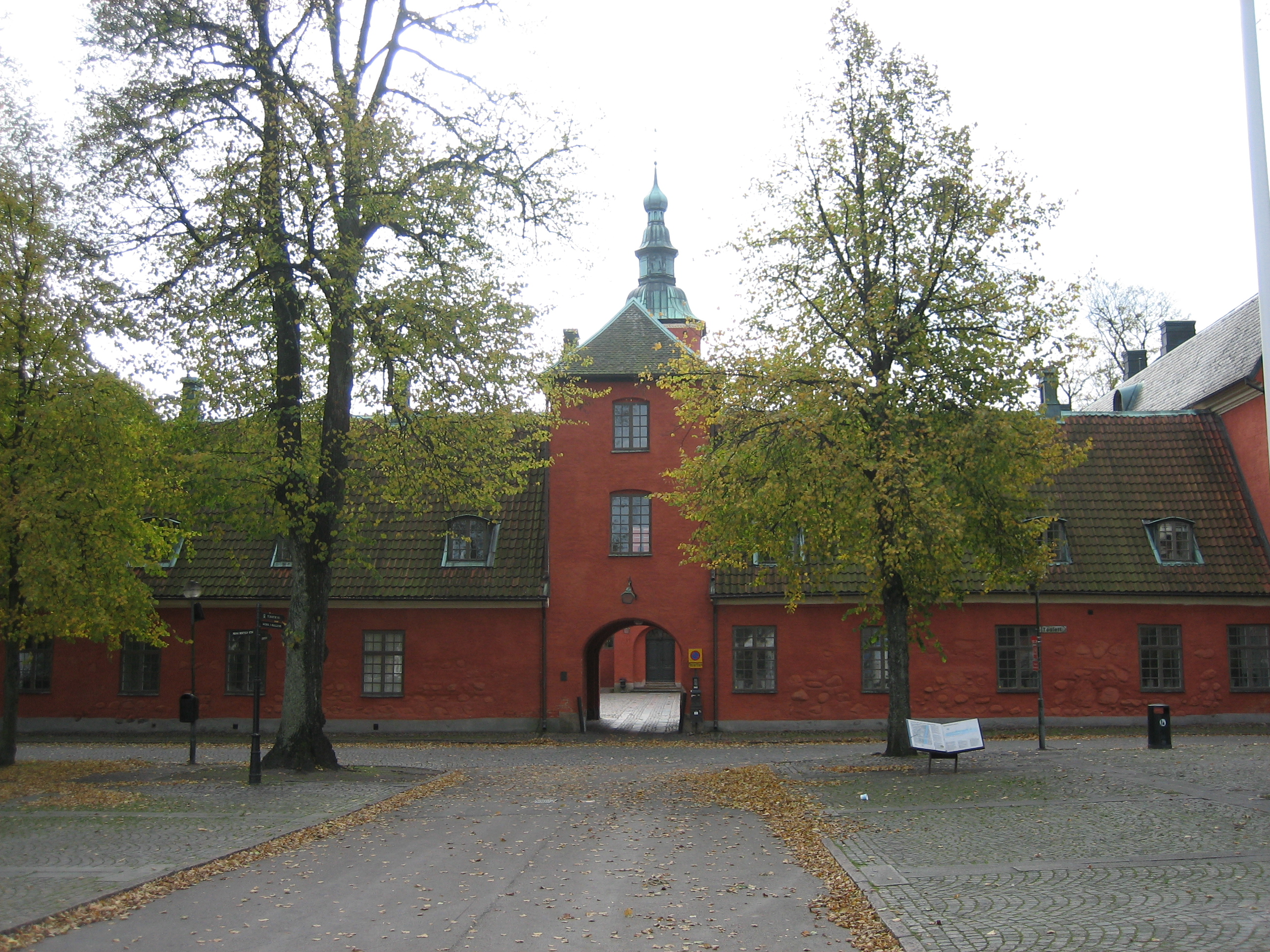
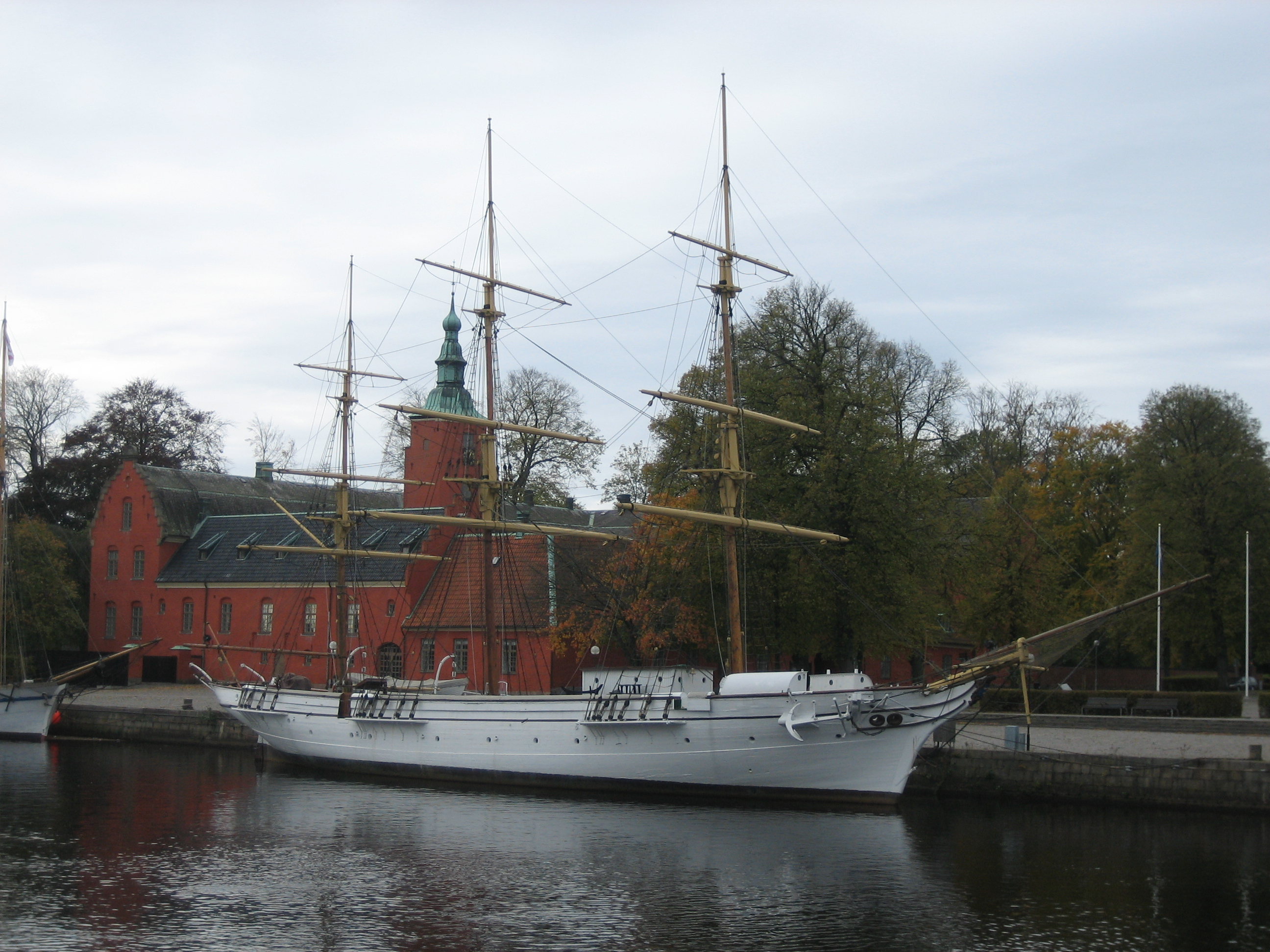
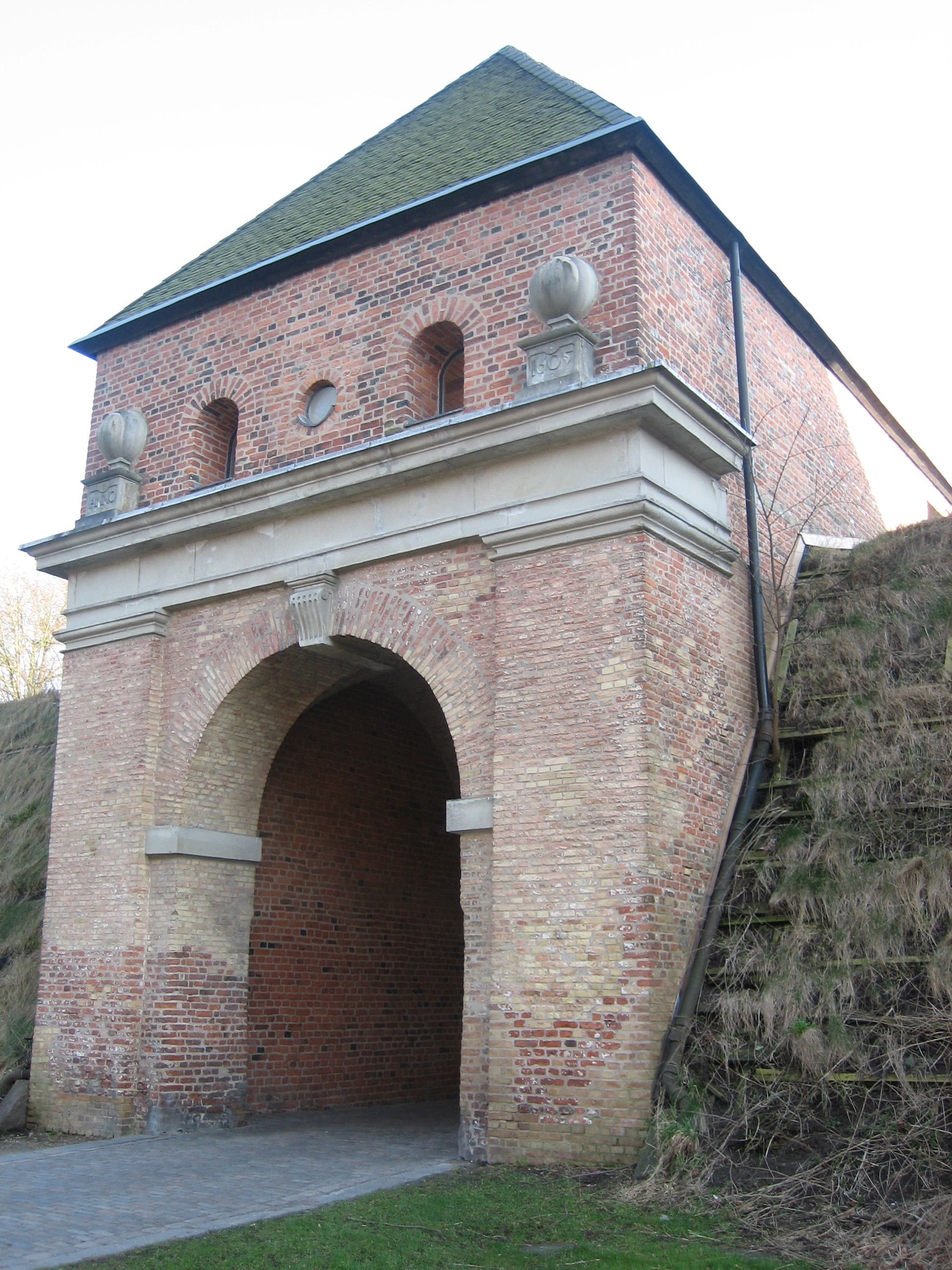

## موسیقی
- بیس‌هانتر